# Kamen Rider Black
Kamen Rider Super-1 Kamen Rider Black RX
Kamen Rider Black (仮面ライダーBLACK, Kamen Raidā Burakku) (ou Le Cavalier Masqué Noir) est une série télévisée japonaise de type Tokusatsu. Toujours supervisée par Shotaro Ishinomori depuis le début de la franchise, elle a été diffusée du 4 octobre 1987 au 9 octobre 1988 sur MBS et TBS. Pour la première fois, elle est suivie de sa suite directe avec Kamen Rider Black RX impliquant le même héros, Kōtarō Minami.

## Synopsis
Kōtarō Minami et Nobuhiko Akizuki ont grandi comme des frères. Cependant, à leur 19e anniversaire, ils ont été enlevés par l'organisation magique Golgom et convertis en biocyborg pour devenir le prochain roi de la Genèse de Golgom. Kōtarō est le "Soleil Noir" et Nobuhiko est la "Lune d'Ombre".
Cependant, seul Kōtarō s'est échappé avant de subir un remodelage cérébral et s'est levé comme un biocyborg "Cavalier Masqué Noir" comme un guerrier qui a bloqué les ambitions maléfiques de Golgom.

## Distribution
- Kōtarō Minami (南　光太郎, Minami Kōtarō  VF Félix Minami?) : Tetsuo Kurata (倉田 てつを, Kurata Tetsuo?) Voix françaises Mark Lesser
- Nobuhiko Akizuki (秋月 信彦, Akizuki Nobuhiko VF Andres Akizuki?) : Takahito Horiuchi (堀内 孝人, Horiuchi Takahito?) Voix françaises Benoît Du Pac
- Shadow Moon (シャドームーン, Shadō Mūn?, Voix) : Masaki Terasoma (寺杣 昌紀, Terasoma Masaki?) Voix françaises Christophe Lemoine
- Kyoko Akizuki (秋月 杏子, Akizuki Kyōko  VF Kimberly Akizuki?) : Akemi Inoue (井上 明美, Inoue Akemi?) Voix françaises Audrey Sourdive
- Katsumi Kida (紀田 克美, Kida Katsumi VF Laura Kida?) : Ayumi Taguchi (田口 あゆみ, Taguchi Ayumi?) Voix françaises Barbara Tissier
- Le Roi de la Création (創世王, Sōsei Ō?, Voix) : Takeshi Watabe (渡部 猛, Watabe Takeshi?) Voix françaises Emmanuel Curtil
- Darom (ダロム, Daromu?, Voix) : Shōzō Iizuka (飯塚 昭三, Iizuka Shōzō?) Voix françaises Alexis Tomassiann
- Baraom (バラオム, Baraomu?, Voix) : Toshimichi Takahashi (高橋 利道, Takahashi Toshimichi?) Voix françaises  Adrien Antoine
- Bishium (ビシュム, Bishumu VF Madame Perle?) : Hitomi Yoshii (好井 ひとみ, Yoshii Hitomi?) Voix françaises Dorothée Pousséo
- Bilgenia (ビルゲニア, Birugenia?) : Jun Yoshida (吉田 淳, Yoshida Jun?) Voix françaises Guillaume Lebon,
- Narrateur (ナレーター, Narētā?) : Kiyoshi Kobayashi (小林 清志, Kobayashi Kiyoshi?, Episodes 1-39) et Masaki Terasoma (寺杣 昌紀, Terasoma Masaki?, Episodes 40-51) Voix françaises Philippe Peythieu

### Acteurs invités
- Masaru Todo (東堂 勝, Tōdō Masaru?) : Sent (セント, Sento?) Voix françaises Patrick Messe
- Hdeomi Kuromatsu (黒松 英臣, Kuromatsu Hideomi?) : Susumu Kurobe (黒部 進, Kurobe Susumu?) Voix françaises Bernard Alane,
- Hayami : Yutaka Hirose (広瀬 裕, Hirose Yutaka?) Voix françaises Bernard Alane
- Morita : Ryōsuke Sakamoto (阪本 良介, Sakamoto Ryōsuke?) Voix françaises Benoît Allemane
- Collaboratrice de Gorgom : Miyuki Nagato (長門美 由樹, Nagato Miyuki?) Voix françaises Patrick Borg
- Sugiyama : Jōji Nakata (中田 譲治, Nakata Jōji?) Voix françaises Serge Faliu
- Ryusuke Taki (滝 竜介, Taki Ryūsuke?) : Masaki Kyomoto (京本 政樹, Kyōmoto Masaki?) Voix françaises Damien Boisseau
- Mutant Buffle (forme humaine) : Kouji Unogi (卯木 浩二, Unogi Kōji?) Voix françaises Marc Gélinas
- L'amie de Katsumi : Hiroko Nishimoto (西本 ひろ子, Nisjimoto Hiroko?) Voix françaises Déborah Perret
- Mayumi Yoshida (en) (吉田 真弓, Yoshida Mayumi?) Voix françaises Annie Milon
- Saburo Takasugi : Masashi Ishibashi (石橋 雅史, Ishibashi Masashi?) Voix françaises Jérémy Bardeau
- Mutant Kuwagata (forme humaine) : Shun Ueda (うえだ 峻, Ueda Shun?) Voix françaises Philippe Catoire
- Mutant Baleine (クジラ怪人, Kujira Kaijin?, Voix) :  Eisuke Yoda (依田英助, Yoda Eisuke?) Voix françaises Vincent Cassel. Lana (ラナ Rana,) Voix Minako Tanaka) (田中美奈子  Tanaka Minako) Voix Stéphanie Murat

### Cascadeurs
- Kamen Rider Black : Jiro Okamoto (岡元 次郎, Okamoto Jirō?)
- Shadow Moon : Tokio Iwata (岩田 時男, Iwata Tokio?)
- Darom : Hirokazu Shoji (庄司 浩和, Shōji Hirokazu?)

## Chansons
Générique. Trance Kamen Rider Black Versión ABTrance Kamen Rider Black
interprète Philippe Cassel
- "Kamen Rider Black" (仮面ライダーBLACK, Kamen Raidā Burakku?) (Cavalier Masqué Noir)
  - Paroles : Yoko Aki (阿木 燿子, Aki Yōko?)
  - Compositeur : Ryudo Uzaki (宇崎 竜童, Uzaki Ryūdō?)
  - Arrangements : Eiji Kawamura (川村 栄二, Kawamura Eiji?)
  - Interprète : Tetsuo Kurata

Générique de fin
Trance Kamen Rider BlackVersion Instrumentale.
- « Long Long Ago, 20th Century » (Il y a longtemps, vingtième siècle)
  - Paroles : Yoko Aki
  - Compositeur : Ryudo Uzaki
  - Arrangements : Eiji Kawamura
  - Interprète : Norio Sakai